# تشاويانغصورات
التشاويانغصورات  (الاسم العلمي: Chaoyangsauridae)، فصيلة من الديناصورات الهامشية الرأس وأقدمها، تعود بقاياها إلى حوالي 160 مليون سنة مضت، خلال الجوراسي المتأخر. لديها مناقير حادة تستعملها لقص أوراق النباتات وتناولها، ولديها أهداب صغيرة جدًا.
تشمل هذه الفصيلة أربعة أجناس:
- التشاويانغصور (Chaoyangsaurus).
- السكواناسيراتوپس (Xuanhuaceratops).
- الهوليانسيراتوپس (Hualianceratops).
- اليينلونغ (Yinlong).

وتعتبر جميع تلك الحيوانات الأربعة أكثر بدائية (أو قاعدية) من كل من السيتاكوصور (Psittacosaurus) والسيراتوبس الحديث (neoceratopsians).